# In situ (biologie)
Pour les articles homonymes, voir In situ.
En biologie, l’examen in situ se passe exactement à l'endroit où le phénomène se déroule (sans le prélever ni le déplacer vers un milieu spécial). 
Sa signification est en général intermédiaire entre in vivo et in vitro.  
Par exemple, examiner une cellule au sein d'un organe intact entier et sous perfusion peut signifier un examen in situ. Ceci n'est pas implicitement une expérience in vivo car l'animal est sacrifié, mais ce n'est pas exactement la même situation que de travailler avec la cellule isolée (ce qui pourrait être un parfait exemple d'expérience in vitro).
In situ est le contraire d'ex situ. 

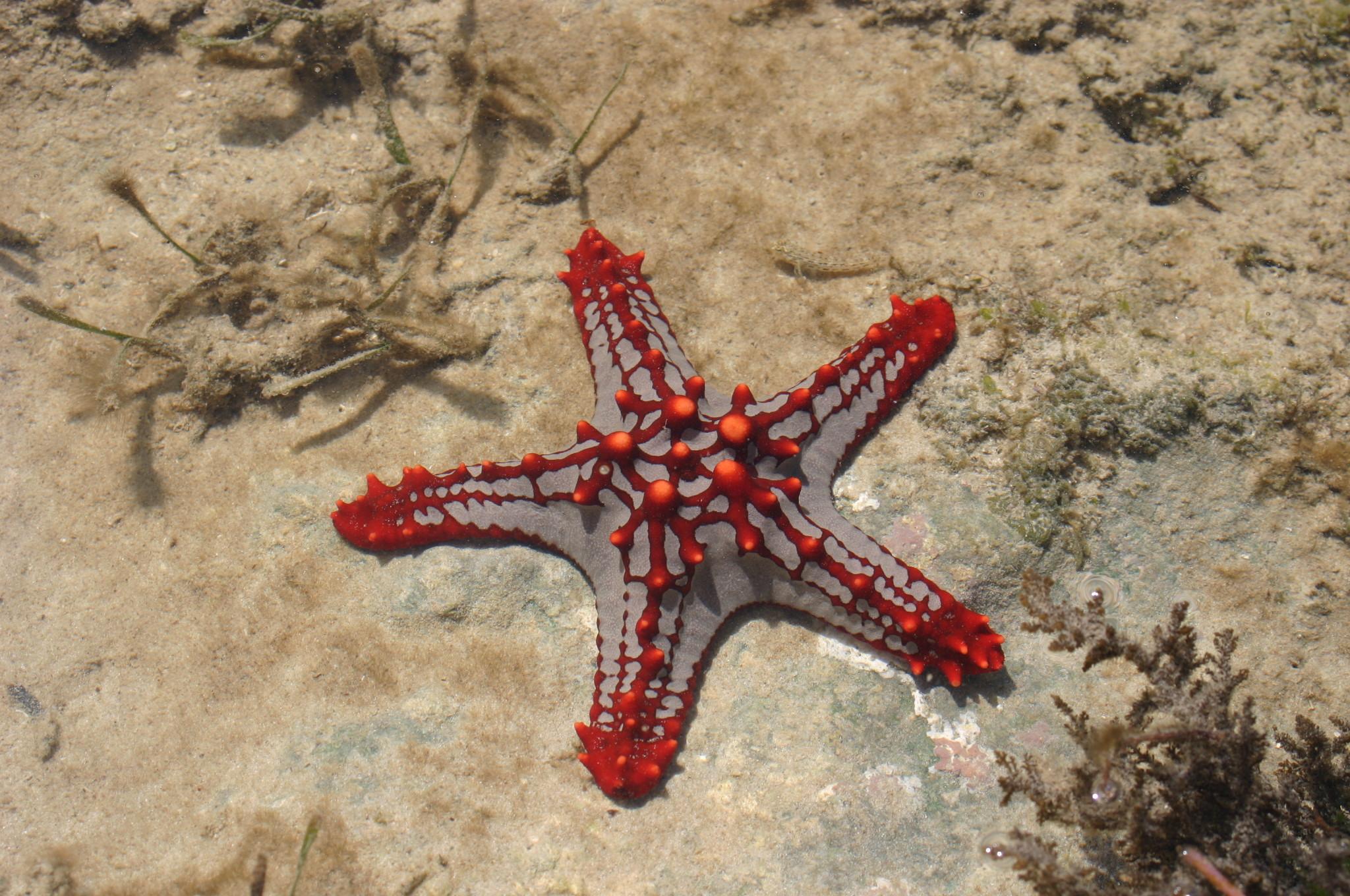
Une étoile de mer (Protoreaster lincki) observée in situ à Zanzibar.
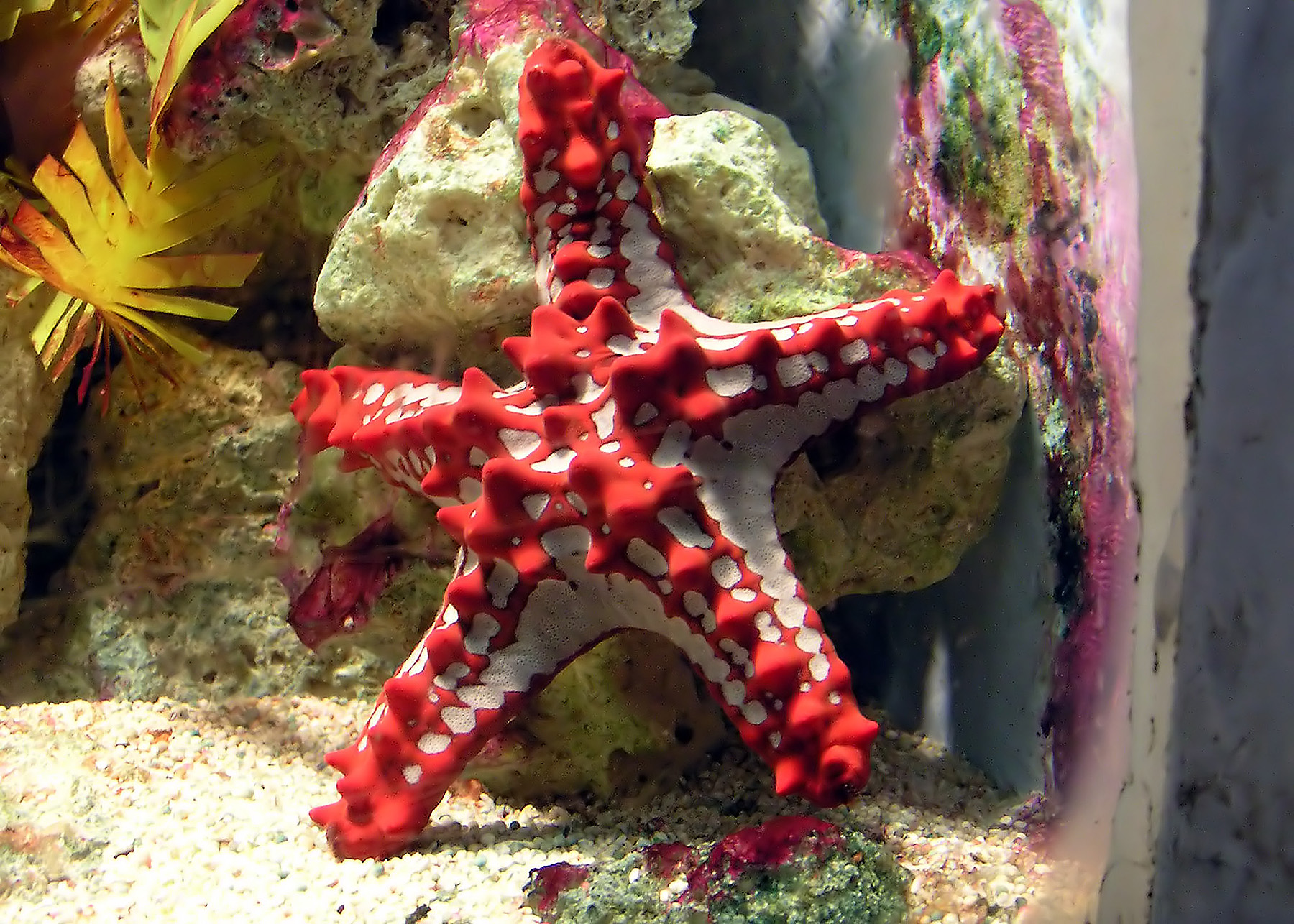
La même espèce en aquarium en Angleterre (ex situ).
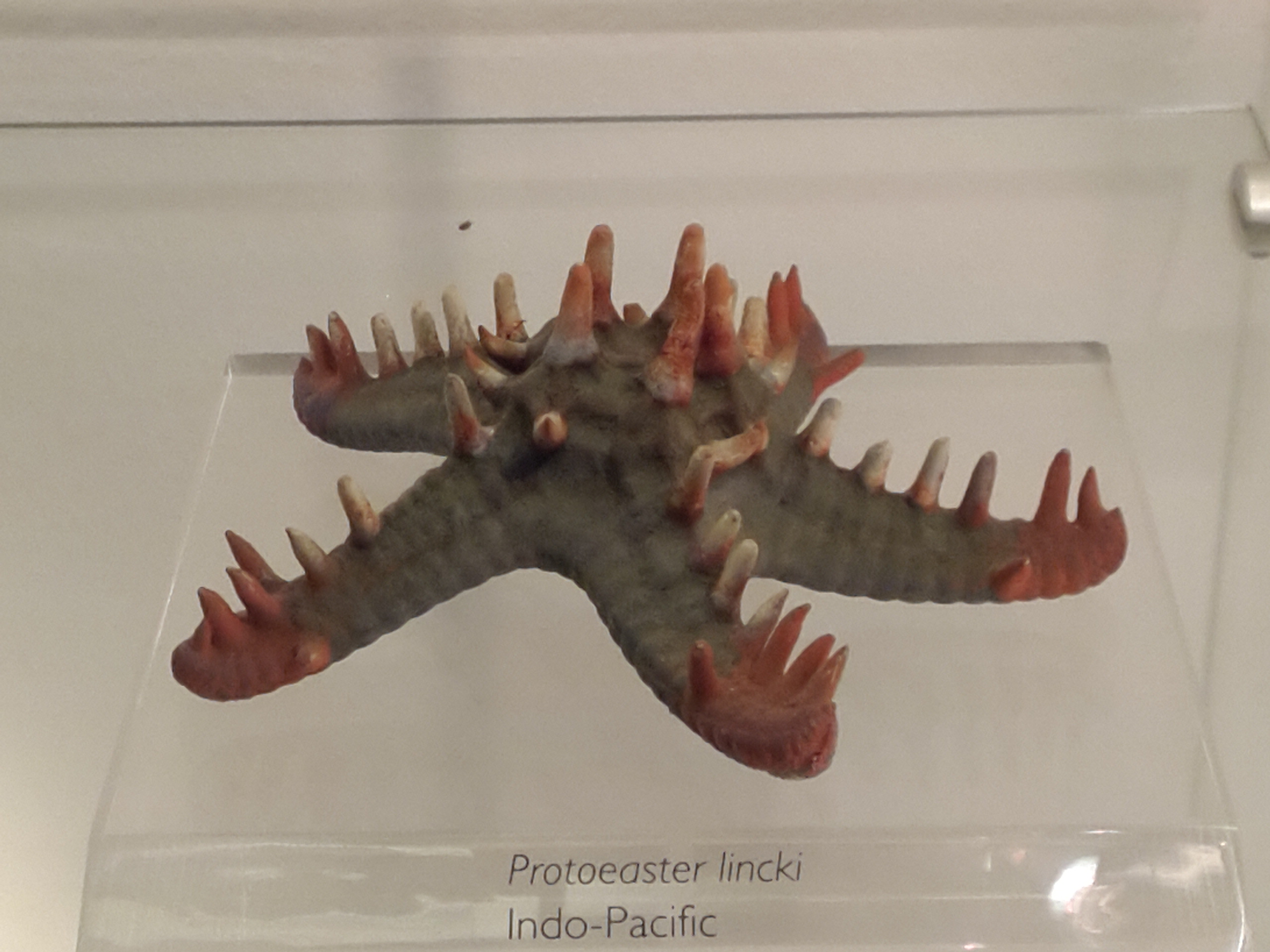
Spécimen naturalisé au Musée d'histoire naturelle de Londres.